# Money Is Still a Major Issue
Money Is Still a Major Issue — сборник ремиксов от рэпера Pitbull, выпущен 15 ноября 2005 года, и содержит несколько дуэтов с приглашёнными исполнителями, ремиксы и невыпущенные композиции.

## Список композиций
Диск 1
1. «Everybody Get Up» — Pitbull при участии Pretty Ricky
2. «Rah Rah» (Remix) — Elephant Man при участии Pitbull & Daddy Yankee
3. «Shake» (Remix) — Ying Yang Twins при участии Pitbull & Elephant Man
4. «Culo» (Remix) — Pitbull при участии Lil Jon, Sean Paul & Ivy Queen
5. «Mil Amores» — Master Joe & O.G. Black при участии Pitbull
6. «Turnin Me On» (Remix) — Nina Sky при участии Shawnna & Pitbull
7. «She’s Hotter» — T.O.K. при участии Pitbull
8. "Get to Poppin (Remix) — Rich Boy при участии Pitbull
9. «Might Be the Police» — Brisco при участии Pitbull
10. «Who U Rollin' With» — Pitbull при участии Piccalo & Cubo
11. «Dammit Man» (Remix) — Pitbull при участии Lil Flip
12. «Oh No He Didn’t» — Pitbull при участии Cubo
13. «Toma» (DJ Buddha Remix) — Pitbull при участии Lil Jon, Mr. Vegas, Wayne Marshall, Red Rat, T.O.K., & Kardinal Offishall

Диск 2
1. «Culo» (Видео)
2. «Dammit Man» (Видео)
3. «Toma» (Видео)
4. Живые выступления и интервью